# Ringen (dokumentarfilm)
|  | Denne artikel er oprettet af botten Steenthbot ud fra en ekstern database. Den kan derfor have sproglige fejl eller mangler. Denne skabelon kan fjernes efter kontrol af indholdet. |

 For alternative betydninger, se Ringen. (Se også artikler, som begynder med Ringen)
Ringen er en dansk portrætfilm fra 2006 instrueret af Judith Lansade og efter manuskript af Karoline Leth og Judith Lansade.

## Handling
"Ind imellem er der de timer i livet, hvor man er fuldstændig lykkelig. Det gælder om at samle på de timer". Med de ord slår operachef og instruktør Kasper Bech Holten sit mantra fast og åbner filmen. Kasper Bech Holten er kendt som en medievandt bureaukrat. Filmen giver et nøgent og ærligt billede af et moderne menneske i konstant søgen efter mening. Fortællerammen er Holtens premiere på Richard Wagners »Nibelungens Ring«. Et livsværk han afslutter i en alder af 33 år. Lige siden Holten som 12-årig første gang opførte »Ringen« som dukketeater, har han drømt om dette øjeblik. Men hvornår sker forløsningen. Kommer den i det øjeblik, bifaldet fylder salen. Eller sker det i virkeligheden i et stille og uventet øjeblik. "Hvorfor vil jeg gerne være en genial kunstner?" spørger Kasper Bech Holten sig selv uden at kunne give et svar.
Filmen kan ses i 2 udgaver: dansk med engelske undertekster og engelsk med danske undertekster.